# David Zehavi
David Zehavi (hebrejsky דוד זהבי‎, rodným jménem David Goldis; 14. června 1910 – 26. října 1977) byl izraelský hudební skladatel.

## Biografie
Narodil se v Jaffě do chasidské rodiny rumunských Židů, kteří do osmanské Palestiny přišli již v roce 1877. V osmi letech se naučil hrát na flétnu, od sestry se naučil hrát na housle a pod vedením několika učitelů studoval hru na klavír. Stal se jedním ze zakladatelů kibucu Na'an, kde se usadil a žil celý život. Zde si rovněž hebraizoval si příjmení na Zehavi.
Svou první píseň Orcha bamidbar (אורחה במדבר‎) napsal v sedmnácti letech a celkem za svůj život stvořil na 400 písní. Mimo jiné je autorem hudby k písni Eli, Eli (zhudebněné básně Procházka do Caesareje od Chany Seneš), která se v Izraeli stala nejhranější písní v souvislosti s holocaustem. Dále například vytvořil hudbu k hymně Palmachu, jejíž text sepsal Zerubavel Gil'ad.
Zemřel v říjnu 1977 ve věku 67 let. Od roku 2005 nese na jeho počest jeho jméno jedna z ulic v Jaffě.